# 筆跡学
筆跡学（ひっせきがく、グラフォロジー、英語：graphology）とは、手書き文字の分析、個々の心理的特性を推測することを目的とする手法。筆跡「学」がついているので学問と誤認されていることがあるが、統一論理や検証方法が存在しないため、日本での定義としては学問ではない。各個人、もしくは団体がそれぞれに探求している段階である。
字の書き方（はね・止めの仕方など）や文字の大きさなどで、書いた人物の性格や心理を分析するもの。また筆跡を変化させることにより心持ちを変える事については数多くの事例がある。筆跡鑑定と同じく、人が判断する。特に筆跡心理の学問研究活動が顕著なフランスでは、筆跡診断士という国家資格が存在し、企業の人事採用では採用応募者の履歴書を筆跡診断士が診断するなど雇用審査に大きく影響を与えている。イタリアも同様の流れになってきている。筆跡性格学は、慶應義塾大学名誉教授の槇田仁、筆跡心理学は、日本筆跡心理学協会・会長の根本寛、日本筆跡学院・学院長の鈴木則子、筆相学は相藝会の森岡恒舟、筆跡学は、神戸大学教授の魚住和晃が呼称している。名称はさまざまであるが、本質には大きな差はない。筆跡を用いたメンタルトレーニングは朝倉祥景が独自の技術によっておこなっている。又、筆跡カウンセラー協会・会長の柳澤由伽理は、2011年人材育成学会で筆跡改善文字のリハビリにより業績アップを計った会社の事例論文を発表、2014年には筆跡でいかに建設災害を減らすかという「建設業界の人材育成」の論文も発表している。筆跡鑑定でも活躍している根本寛は、「筆跡鑑定とは筆者を識別することが目的である。筆者識別のためには、単に字形や運筆の相違を追及するに止まらず、筆跡に表れた個性を捉えることが本質といえる。それが「書は人なり」の本旨である。筆跡心理学はその中心を追求する学問である」とその意義を述べている。

## 歴史
全ての文化は誕生と同時に贋物が生まれる。その審議判定を行う数々の鑑定が実施されてきた。日本では古来より筆跡鑑定が実施されてきた歴史を持つ数少ない国である。
僧侶や書家によるものがそれにあたり、高価な文献書物や美術品の鑑定がそれである。その判定成果として高額な鑑定料を得ている。この背景には各派閥や宗派などの対立があり、自己文化を守るため私的に有利な鑑定が実施され利用されてきたからである。
その為に、一定の原理によって説明し体系化した知識と理論的に構成された研究方法が存在すると、鑑定を利用出来なくなるばかりか、自己文化の損失の恐れも存在する。すなわち、長年に渡り各鑑定人、各派閥・宗派により鑑定結果が異なる手法があえて選択されてきた。筆跡学はこの系統の歴史を持つものである。であるから筆跡者の特定を望むものではなく、性格的見解、美術的見解を得る鑑定方法なのである。
また、今日警察による筆跡鑑定（文書鑑定）は、数値的な解析をしようと試みている。これは、一見科学的であるように思われるが、人の書いた文字を工業製品の工作精度を計るようなアプローチも見受けられ、人間の心理面を無視しているきらいがある。警察、民間ともに鑑定を行う者のレベルは一様ではない。しかし、警察組織においては、ある一定の程度の技量が求められる。そのため、個人の経験やセンスといった資質に頼るのではなく、筆跡を機械的に扱える鑑定方法が好都合なためと考えられる。

### 西洋
性格及び人格と筆跡との関係については古代ローマの時代から考察されており、五賢帝時代の歴史家・政治家であるスエトニウス・トランクィッルスが、ユリウス・カエサルの筆跡について言及している。
近代に入ると、相貌学や骨相学など、目に見える特徴から性格を分析しようという試みが流行する。筆跡学もその流れのひとつで、最初にグラフォロジー（graphology、筆跡学）という言葉を考案したのは、フランスのジョン・イポリット・ミションであった 。彼は自著 Système de graphologie のタイトルとしてこの言葉を用いている。その後、フランスのクレピュー･ジャマンやドイツのルートヴィヒ・クラーゲスらの研究によって発展した 。

## 批判
筆跡による性格診断は単なる錯誤相関であり、疑似科学の一種である。
筆跡学の信頼性を調べた多くの研究で、筆跡と性格は無関係という結論が出ている。書かれている内容を同一にするなどして筆跡以外の手掛かりを排除すると、筆跡鑑定家による性格及び仕事の能力予測は、偶然以下の精度になってしまう。さらに、同一人物が書いた別の筆跡に対して別の性格描写を行うなど、安定性にも欠ける。